# فصل برنده شدن ما
فصل برنده شدن ما (به انگلیسی: Our Winning Season) یک فیلم سینمایی درام آمریکایی محصول سال ۱۹۷۸ به کارگردانی جوزف روبن از فیلمنامه‌ای نوشته نیکلاس نیویچور است.

## داستان
در طول دهه ۱۹۶۰ میلادی، دیوید ویکفیلد دونده مسافت تیم دو و میدانی دبیرستان خود است که امیدوار است بتواند در دانشگاه شرکت کند.